# Monastère de la Dormition-de-la-Mère-de-Dieu de Sviajsk

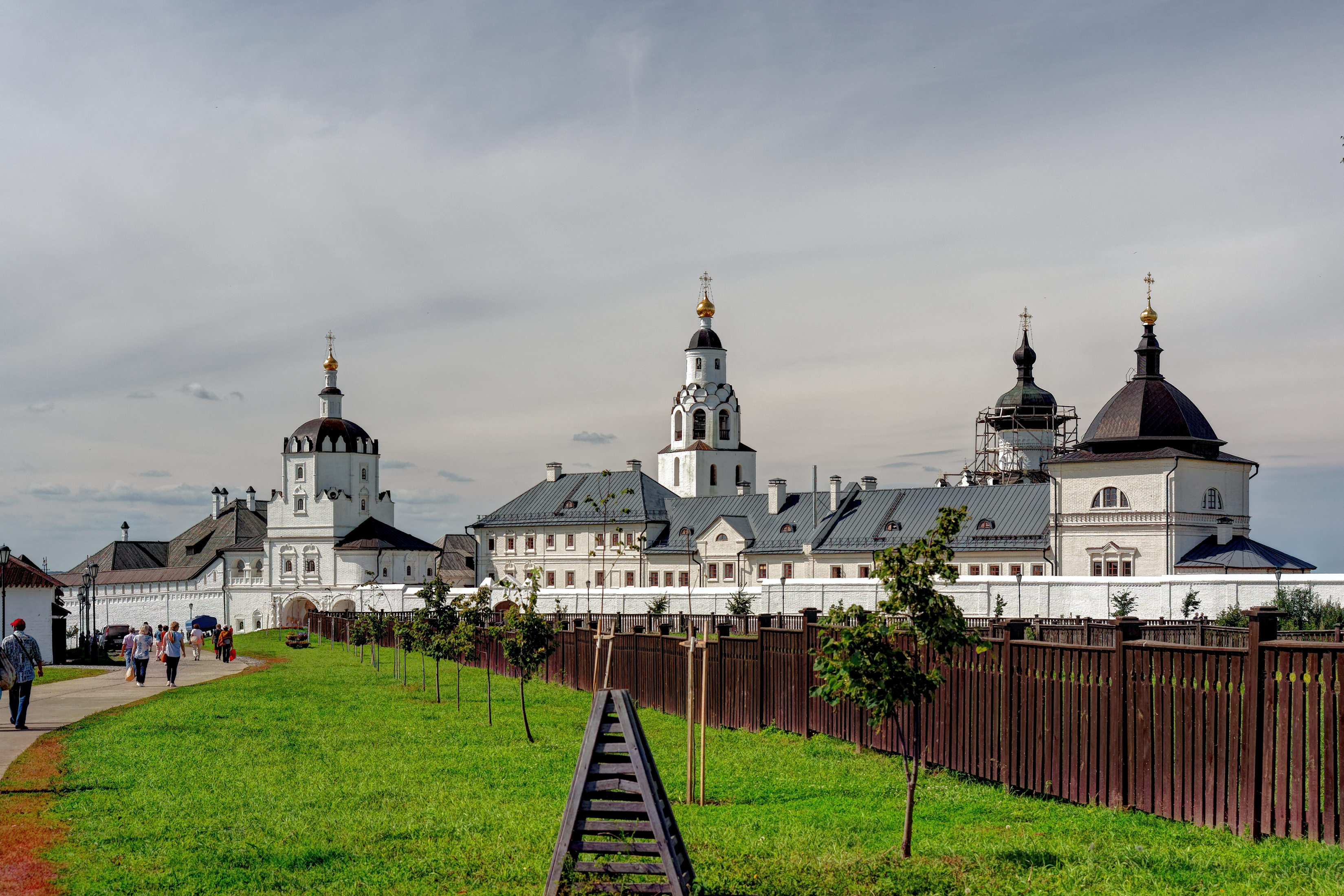
Sviajsk, monastère de la Dormition

Le monastère de la Dormition-de-la-Mère-de-Dieu de Sviajsk ou monastère de l'Assomption de l'île-village de Sviajsk (en russe : Свияжский Богородице-Успенский мужской монастырь) est un monastère orthodoxe pour hommes dans l'éparchie de Kazan et du Tatarstan (patriarchat de Moscou), qui est considéré comme le berceau de l'orthodoxie dans le Krai de Kazan et la région de la Volga. Il est situé sur l'île fluviale de Sviajsk. L'ensemble est inscrit sur la liste du patrimoine mondial de l'UNESCO depuis 2017 sous la dénomination : Cathédrale et monastère de l’Assomption de l’île-village de Sviajsk (sous n° 1525),

## Histoire
Le monastère de la Dormition de Sviajsk a été fondé en 1555, en même temps que l'éparchie de Kazan. Le fondateur du monastère et son premier supérieur est l'archimandrite Germain de Kazan (Sadyrev-Polev), qui plus tard deviendra le deuxième archevêque de Kazan,(1564-1566),canonisé sous le nom de saint Germain de Kazan thaumaturge. Sa relique est la plus importante du monastère depuis 1592.
Le monastère de la Dormition de Sviajsk est le centre éducatif et missionnaire orthodoxe principal de l'éparchie de Kazan et de la région centrale de la Volga du XVIe siècle au XVIIIe siècle. Selon les informations conservées, le matériel typographique pour l'impression des Saintes Écritures et des livres liturgiques apparaît au monastère à l'époque de Germain de Kazan, avant même celui de l'imprimeur Ivan Fiodorov à Moscou.
Du XVIe siècle au XVIIIe siècle, le monastère de la Dormition de Sviajsk devient le plus riche de la région de la moyenne Volga et compte parmi les vingt plus riches de la Russie. L'archimandrite de Sviajsk se voit attribuer la septième place en importance en Russie. Avant la sécularisation du clergé et la confiscation des biens ecclésiastiques, lors de la réforme de 1764, sous Catherine II, le monastère possédait 7 200 âmes de paysans masculins, c'est-à-dire autant que tous les autres monastères de l'éparchie de Kazan réunis.
Lors de la réforme de 1764, le monastère se voit attribuer un statut de première classe, le plus élevé de celui des monastères de l'Empire russe. Jusqu'en 1809 c'était le seul à avoir obtenu ce statut. À cette date, le monastère Notre-Dame de Kazan accéda également à ce niveau.  
L'appauvrissement de la ville de Sviajsk au XIXe siècle et les conséquences de la sécularisation ecclésiastique de 1764 a entraîné le déclin du monastère. Les frères qui étaient auparavant jusqu'au nombre de 100, se retrouvent à 20-25 moines et novices au début du XXe siècle, tandis que les revenus ne dépassent plus ceux des autres monastères de l'éparchie.
Le 9 août 1918, les soldats de l'armée rouge tuent brutalement et sans jugement le dernier abbé du monastère, l'évêque de Sviajsk Ambrosius Gudko (en),, qui devient un des nouveaux martyrs de l'église orthodoxe russe (en) canonisés en l'an 2000.
Durant la période soviétique le monastère est pillé puis fermé et le cercueil de Germain de Kazan est profané par les gardes de l'armée rouge. Les reliques seront cachées plus tard sous l'autel de l'église du cimetière du thaumaturge de Iaroslavl à Kazan. Plus tard, en l'an 2000, les reliques sont ramenées à Sviajsk.
À l'époque soviétique, les bâtiments du monastère sont utilisés comme asile psychiatrique jusqu'en 1994.
En 1997, le monastère est restauré.

## Ensemble architectural
L'ensemble du monastère représente une richesse architecturale et historique unique et sans égal dans la région de la moyenne Volga. Les édifices les plus anciens, la cathédrale de la Dormition (1561) et l'église-réfectoire (trapeznaïa) Saint-Nicolas (1556) avec son clocher-tour de 43 mètres sont des chefs-d’œuvre de l'architecture russe du XVIe siècle. Sont particulièrement précieux pour l'histoire de l'art la cathédrale de la Dormition et ses fresques de 1561. C'est un bâtiment du style de Pskov et Novgorod attribué aux architectes Postnik Yakovlev et Ivan Chiriaï. Au XVIIIe siècle, on lui a ajouté une nouvelle coupole de style baroque ukrainien ainsi que douze kokochniki baroques, mais sans lui enlever son apparence du XVIe siècle.

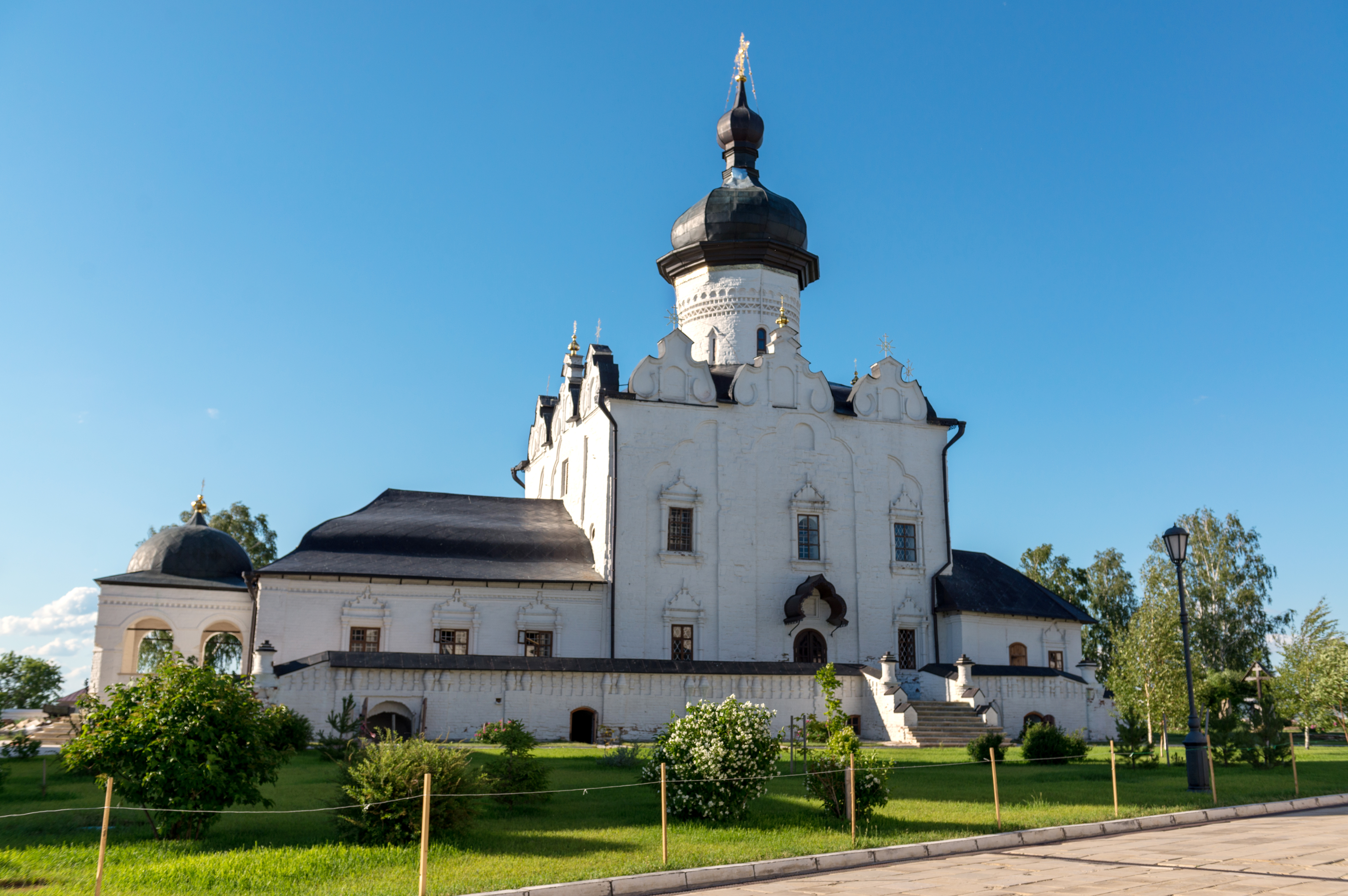
Cathédrale de la Dormition de Sviajsk

Les fresques à l'intérieur de la cathédrale occupent une surface de 1 080 m. C'est une des deux églises de Russie où sont conservées un cycle complet de peinture murale de l'époque d'Ivan le Terrible (la seconde étant celle du monastère de la Transfiguration du Sauveur à Iaroslavl). Beaucoup de fresques plus anciennes ou plus récentes ont été conservées en Russie, mais celles du XVIe siècle sont rares et celles de Sviajsk sont un exemple exceptionnel. Les compositions les plus connues sont: La Patrie dans la coupole, la Dormition de la Mère de Dieu à l'autel, la Crucifixion du Christ, la Procession au paradis, Saint Christophe (la seule au monde où ce saint, d'après un texte apocryphe biblique, est représenté avec une tête de cheval). Ces fresques sont également uniques du fait que le mur occidental ne contient pas de représentations du feu et de l'enfer, mais seulement du paradis.
D'autres bâtiments du monastère datent de la période à la limite entre le XVIIe siècle et le XVIIIe siècle : les bâtiments des frères et celui de l'évêque. L'église de l'Ascension (fin du XVIIIe siècle) et l'église de Saint-Germain-de-Kazan et encore de Mitrophane-de-Varonège (XIXe siècle) ont été détruites à l'époque soviétique.
La longueur de la clôture du monastère de près d'un kilomètre donne à l'ensemble l'allure d'un kremlin, et date du XVIIIe siècle - XIXe siècle.

## Patrimoine mondial
En 1917, le site du monastère est classé dans la liste du patrimoine mondial de l'UNESCO en même temps que 7 autres sites dans divers pays. Selon l'UNESCO :
«Le monastère de l’Assomption illustre par sa situation et sa composition architecturale, le programme politique et missionnaire développé par le tsar Ivan IV pour étendre l’État de Moscou. Les fresques de la cathédrale comptent les exemples les plus rares de peintures murales orthodoxes orientales».

## Plan

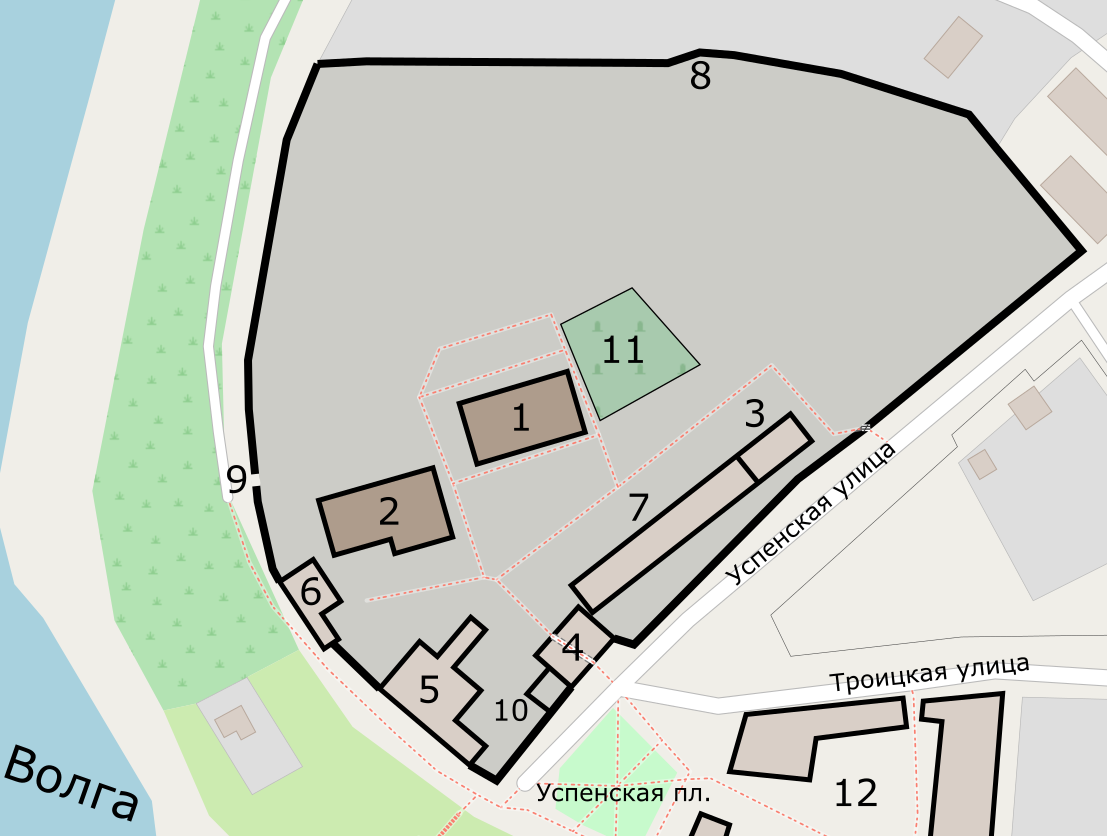

1. Cathédrale de la Dormition-de-la-Mère-de-Dieu.
2. Église Saint-Nicolas-Thaumaturge.
3. Église Saint-Germain-de-Kazan-et-Saint-Mitrophane-de-Varonège.
4. Église de l'Ascension-du-Seigneur des Portes Saintes.
5. Maison de l’évêque.
6. École du monastère.
7. Bâtiment des frères.
8. Clôture.
9. Portes du domaine.
10. Bains.
11. Nécropole.
12. Porte de l'ensemble.

## Adresse et accès
Sviajsk, Raïon Zelenodolski, République du Tatarstan, code 422500.
Itinéraire fluvial: de la gare fluviale de Kazan à la gare fluviale de Sviajsk.
Itinéraire routier: Route fédérale М7 «Volga». Kazan-Sviajsk (après 70 km, au village d'Isakovo, tourner à gauche) .
Itinéraire ferroviaire: Gare de Kazan direction ouest jusqu'à la gare de Sviajsk, puis 15 km en voiture. 
Site officiel du monastère de Sviajsk de la Dormition-de-la-Mère-de-Dieu:(ru) http://sviyazhsk-monastery.ru/

## Galerie

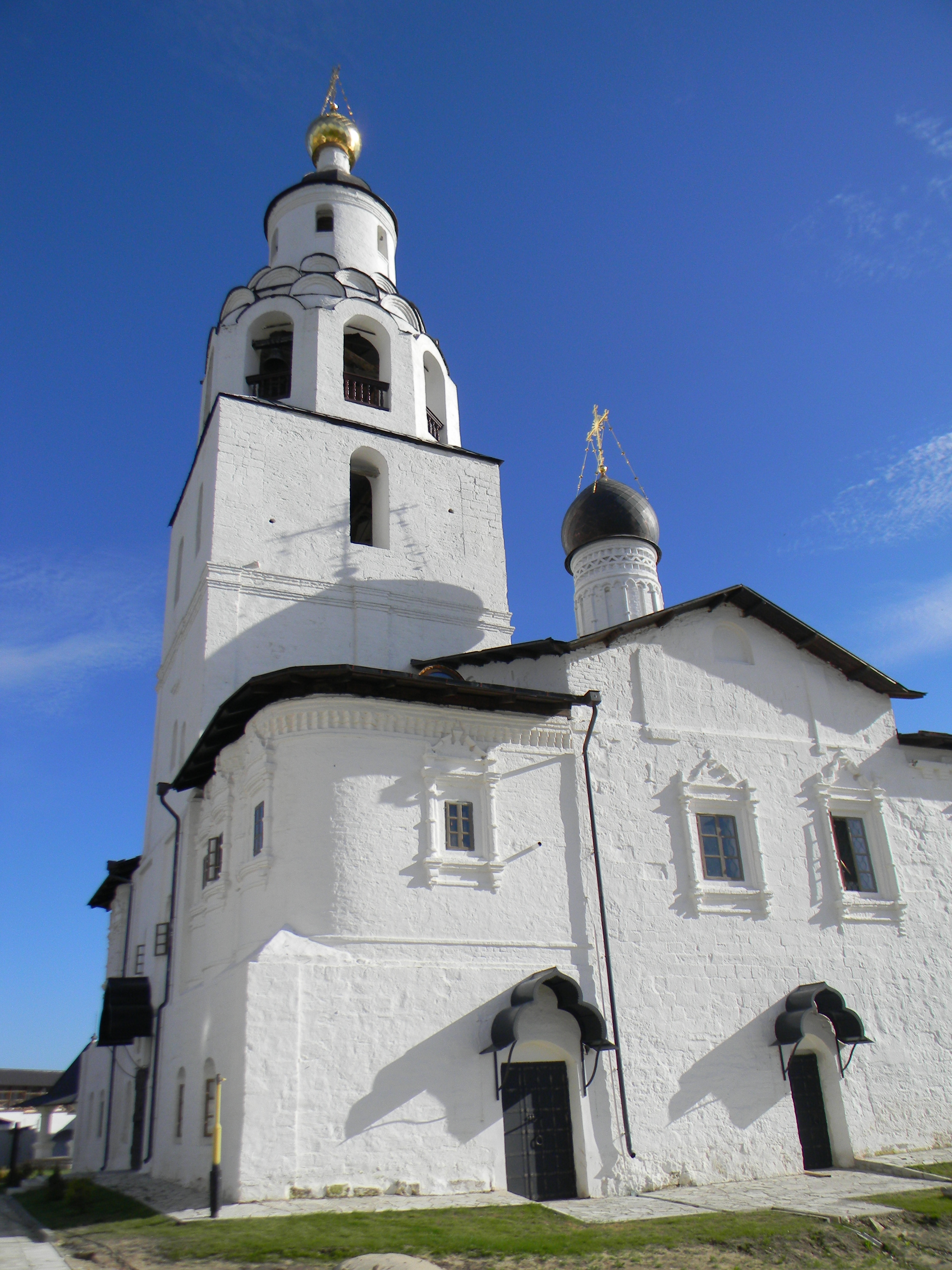
église Saint-Nicolas de Sviajsk
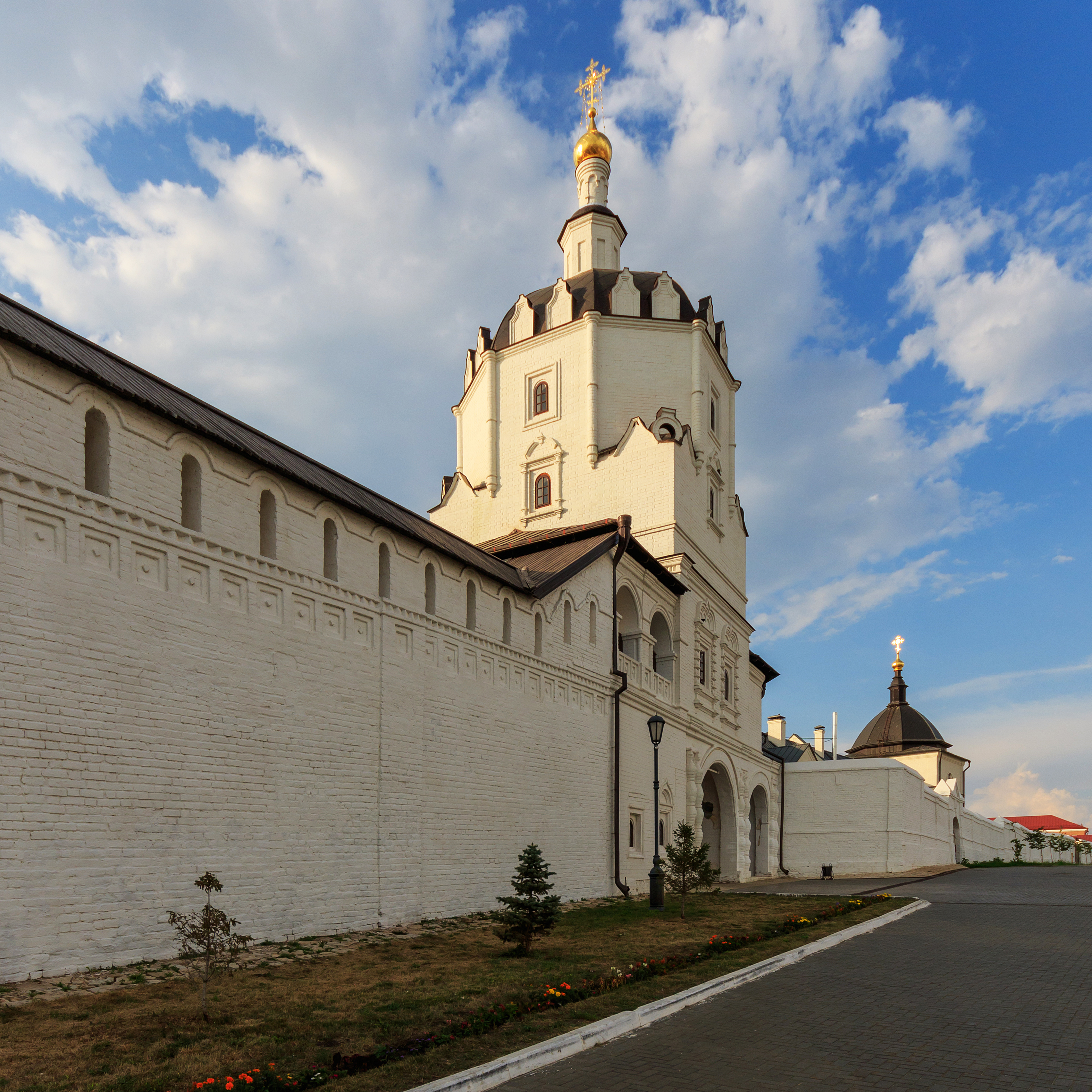
Porte-clocher
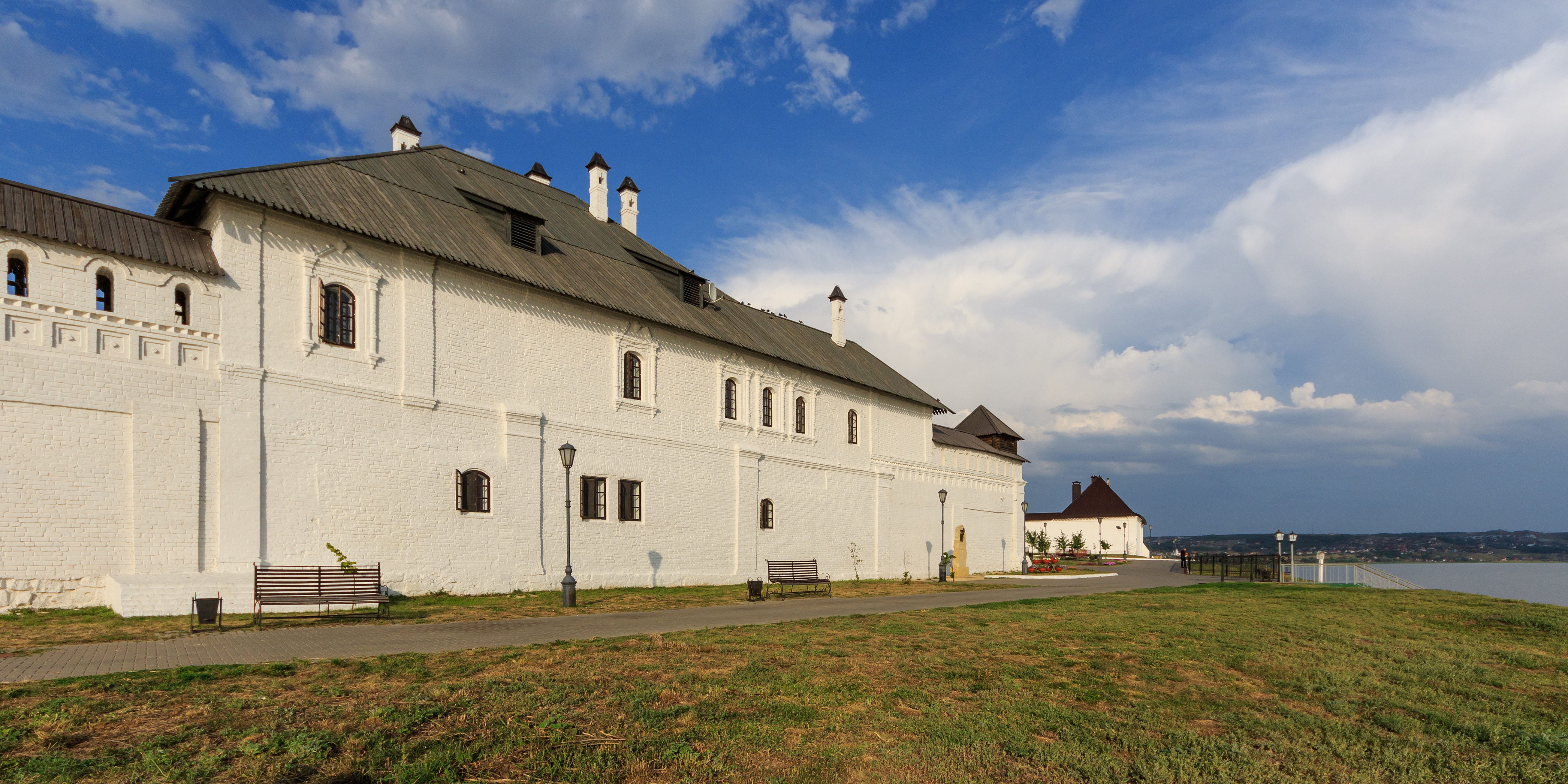
Maison de l'évêque
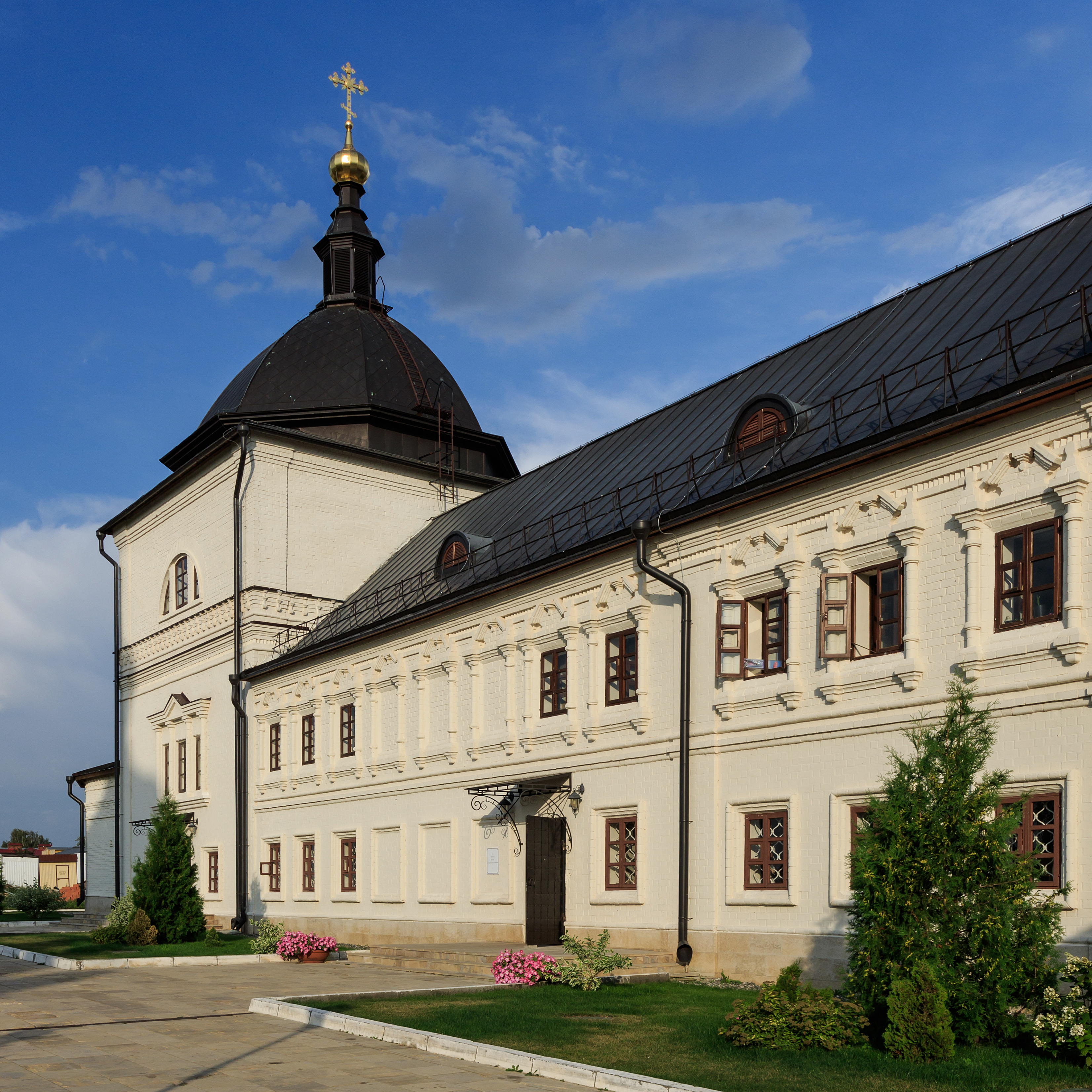
Bâtiment des frères
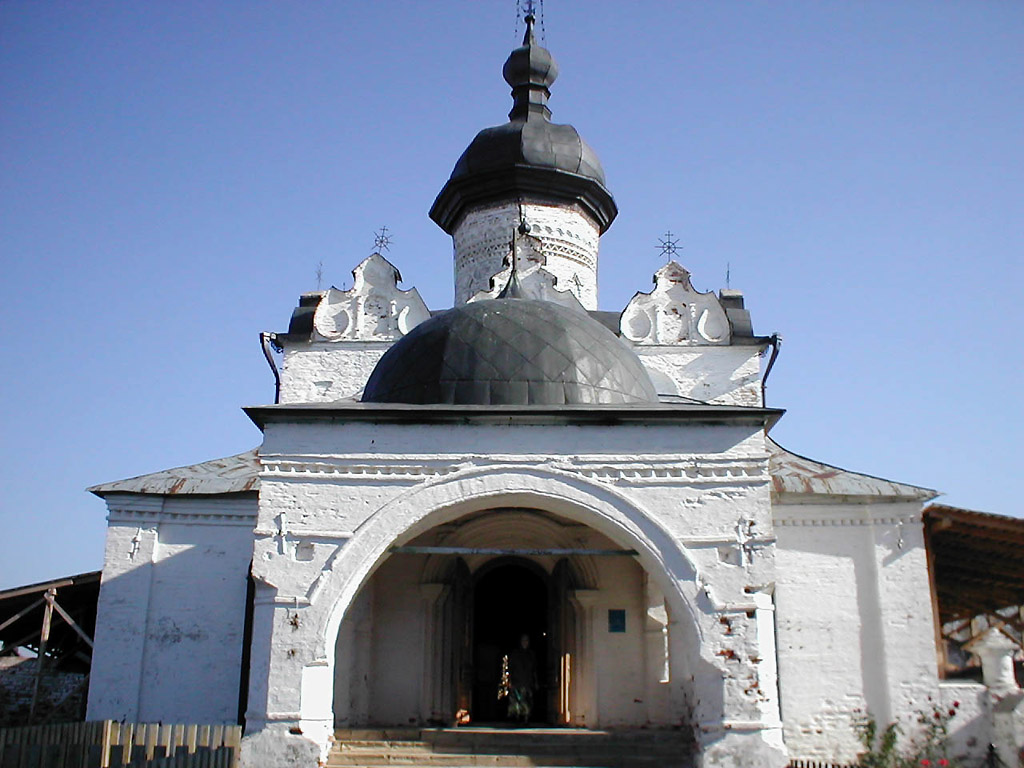
Cathédrale de la Dormition
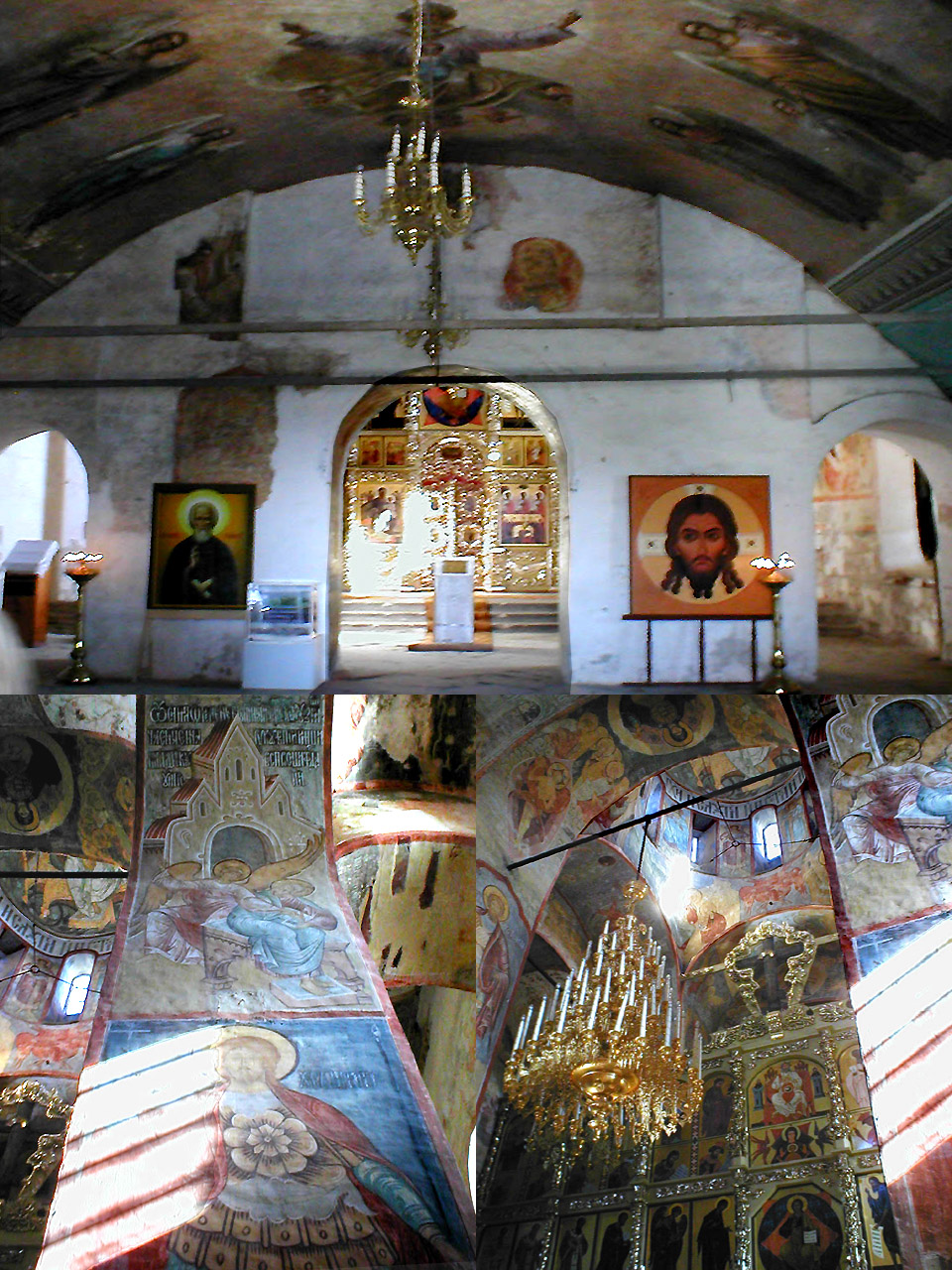
Intérieur de la cathédrale de la Dormition